# أيلين بالمر
أيلين بالمر (بالإنجليزية: Aileen Yvonne Palmer)‏ هي كاتِبة أسترالية، ولدت في 6 أبريل 1915 في لندن في المملكة المتحدة، وتوفيت في 21 ديسمبر 1988 في Ballarat East, Victoria ‏ في أستراليا.